# 鄒魯 (成化進士)
鄒魯（1450年—？），字公輔，直隸當塗縣人，明朝政治人物。同進士出身。

## 生平
早年出身府學生，中式成化十年（1474年）甲午科應天府鄉試第九十名舉人。成化十一年（1475年），登乙未科進士。歷官監察御史。坐罪貶寧羌衛經歷。弘治九年（1496年），遷浙江蕭山縣知縣。為官貪暴，任內大興土木，搜刮民財。因與鄉紳何舜賓結仇，設計將其殺害。
數年後，鄒魯升任山西按察司僉事，尚未前往就職，被舜賓之子何競報仇致殘，其害人之事敗露，下獄論罪。

## 家族
曾祖父鄒敏，曾任國子生。祖父鄒壽。父鄒謙，曾任教諭。